# Djurö, Möja och Nämdö församling
Djurö, Möja och Nämdö församling är en församling i Värmdö kontrakt i Stockholms stift. Församlingen ligger i Värmdö kommun i Stockholms län. Församlingen utgör ett eget pastorat.

## Administrativ historik
Församlingen bildades 2002 genom sammanslagning av Djurö församling, Möja församling och Nämdö församling.

## Kyrkor
- Djurö kyrka
- Harö kapell
- Möja kyrka
- Nämdö kyrka
- Runmarö kapell
- Sandhamns kapell

Alla kyrkor ligger i tidigare Djurö församling, utom Möja kyrka och Nämdö kyrka.